# Alberto Meira
Alberto Meira Fernández (n. 1977, Vincios, Gondomar, Pontevedra) es un piloto de rally español que ha sido campeón gallego de la especialidad en 2010 y 2016, donde también ha sido campeón de grupo N en 2004 y 2009 así como ganador de la Copa Renault Clio de Galicia en 2004. También ha participado en el Campeonato de España de Rally donde ha logrado una victoria (Rally Rías Baixas de 2012) y el subcampeonato en 2013.

## Trayectoria
Debutó en competición en 1999 con un Peugeot 106 en el campeonato gallego y al año siguiente afronta la Copa Fiat Punto autonómica y debuta en el campeonato de España con el 106 en el Rally de Ourense. En 2002 participa en la copa Nacional Clio logrando la cuarta plaza y en 2003 logra un podio en dicha Copa (tercero en Rally Vasco Navarro). En 2004 disputa dos pruebas del nacional con el Mitsubishi Lancer Evo VII logrando un octavo puesto en Orense y el séptimo puesto en la categoría grupo N. En Galicia afronta la Copa Renault consiguiendo el título y su primer podio en el certamen autonómico con un segundo puesto en el Rally Salón Automóvil de Vigo. En 2005 participa en cuatro pruebas del nacional esta vez con el Lancer Evo VIII con resultados muy discretos y en Galicia logra dos nuevos podios: Sur do Condado y Albariño. Al año siguiente finaliza séptimo en el Rías Baixas y consigue su primera victoria absoluta en Galicia con un triunfo en el Rally do Lacón. Gracias a este resultado y tres podios más finaliza cuarto en el campeonato. En 2007 con nueva montura, el Lancer Evo IX, deja de lado el certamen autonómico donde solo acude al Sur do Condado, logrando el segundo puesto, y realiza un programa casi completo del campeonato estatal. Finaliza noveno en el Vila Joiosa y cuarto en el Rías Baixas, su mejor actuación hasta esa fecha en el certamen. En 2008 aborda del certamen autonómico puntuando en las dos primeras citas y luego se hace con su segundo triunfo absoluto, esta vez en el Rally do Albariño. Suma luego un segundo puesto en el Condado lo que le permite ser tercero en la clasificación final del campeonato gallego. En el campeonato de España es octavo en Orense, quinto en Ferrol y octavo en la categoría de grupo N. Al año siguiente disputa el autonómico al completo logrando cinco podios y la victoria en el Sur do Condado. 

### 2010: Campeón gallego
Para la temporada 2010 adquiere el Lancer Evo X, vehículo que le permite lograr la victoria en las dos primera citas del gallego: Ulloa y Cocido. Su principal rival en la lucha por el título fue José Miguel Martínez Barreiro pero no pudo hacerle frente, y a Meira le bastó con dos triunfos más en Narón y el Baixa Limia para proclamarse campeón por primera vez, incluso sin necesidad de acudir a la última cita, el Botafumeiro. Al año siguiente suma dos abandonos en el nacional (Vila Joiosa y Canarias) y luego sería octavo en el Rías Baixas prueba donde una penalización le privó de subirse al podio y ante esta situación, Meira decidió abandonar la Escudería Rías Baixas, (misma entidad organizadora del rally) y continuar compitiendo con RMC Motorsport en el nacional y con su propia escudería (AMF Sport) en Galicia. Ese año tan solo lograría una victoria en Sur do Condado y un podio en el Baixa Limia.
Al año siguiente consigue su primera victoria absoluta en el campeonato de España tras vencer en el Rías Baixas por delante de Alberto Hevia con una diferencia de 6 segundos de ventaja. Abandonaría luego en Orense en el autonómico se sube al podio en Noia y Narón. En 2013 afronta el campeonato de España al completo con buenos resultados. Es quinto en su primera participación en Canarias, tercero en Cantabria y segundo en el Rías Baixas, Sierra Morena y Madrid. Aunque un poco lejos del vencedor Luis Monzón, Meira logra el subcampeonato. 2014 supuso un año de transición, con solo cuatro salidas y un segundo puesto en el campeonato gallego.

### 2016: segundo título

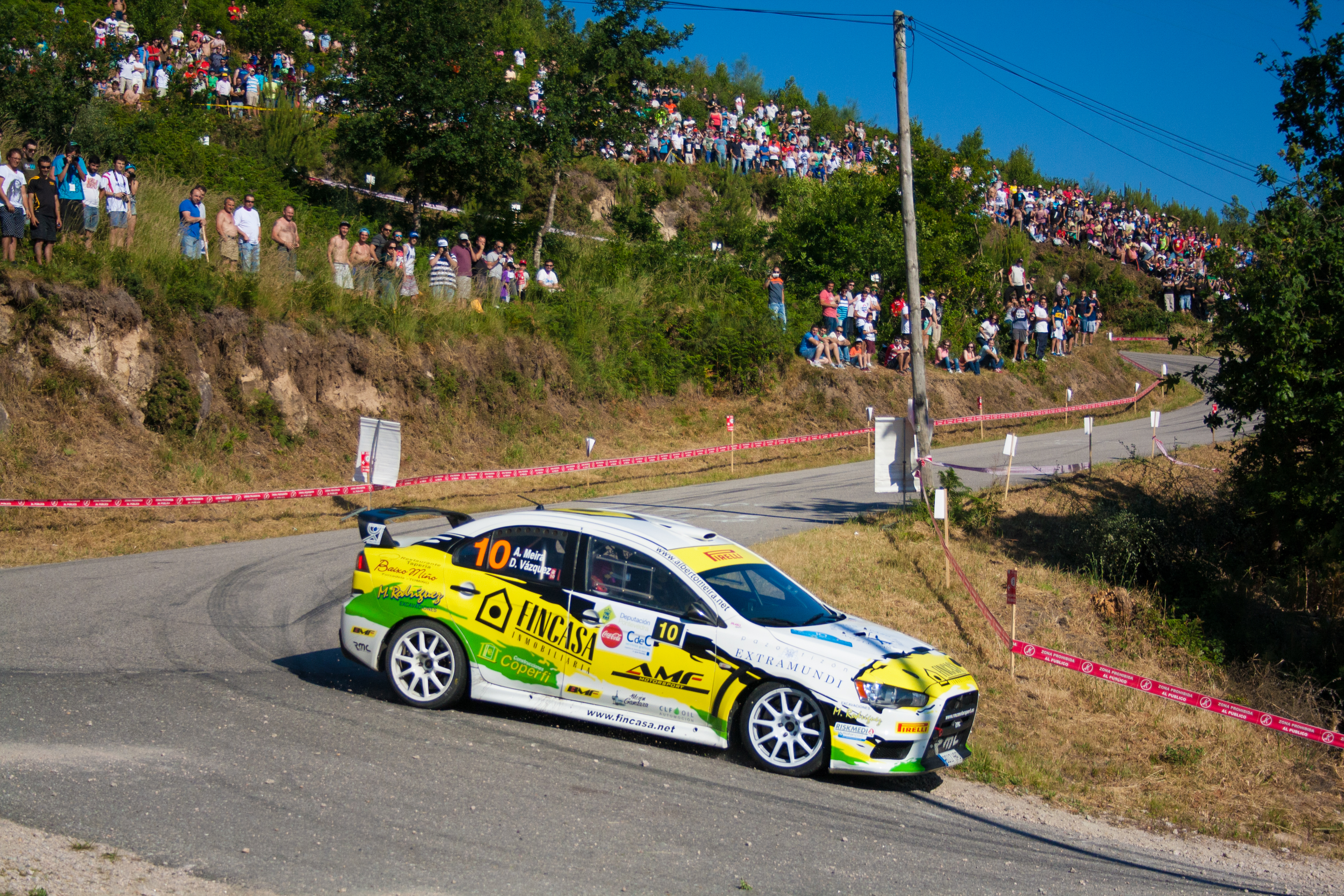
Meira en el Rías Baixas de 2015.

En 2015 se centra de nuevo en el certamen autonómico con el Evo X R4 consiguiendo dos victorias más en su palmarés: Narón y Sur do Condado. Dos podios más le permiten entrar en la lucha por el título frente a Alejandro Pais y situarse líder. El cuarto puesto en Lugo dio el liderato a su rival y en la última cita (Ribeira Sacra) con todo por decidir Meira solo pudo ser décimo octavo y con ello finalizar subcampeón. En 2016 sin embargo y casi sin oposición Meira consigue su segundo título tras vencer en cinco pruebas de las ocho que constaba el calendario.

## Resultados

### Campeonato de España de Rally
| Año  | Equipo                    | Automóvil                  | 1       | 2     | 3       | 4       | 5       | 6       | 7       | 8       | 9       | 10     | 11  | 12  | 13  | 14  | Pos. | Puntos |
| ---- | ------------------------- | -------------------------- | ------- | ----- | ------- | ------- | ------- | ------- | ------- | ------- | ------- | ------ | --- | --- | --- | --- | ---- | ------ |
| 2000 | Escudería Rias Baixas     | Peugeot 106 Rallye         | CAT     | ECI   | CAJ     | MED     | VLL     | OUR Ret | AVI     | RBX Ret | COR     | PRI    | VEN | SAL | TEN | MAD | -    | 0      |
| 2001 | Escudería Rias Baixas     | Fiat Punto HGT             | MED     | ECI   | SAL     | COR Ret | VLL     | OUR     | AVI     | RBX 55  | PRI     | VEN    | CAJ | MAD |     |     |      |        |
| 2002 | Escudería Rias Baixas     | Fiat Punto HGT             | ECI     | CAJ   | VLL     | OUR Ret | AVI     | RBX Ret | VCN     |         |         |        |     |     |     |     |      |        |
| 2002 | Escudería Rias Baixas     | Renault Clio Sport         |         |       |         |         |         |         |         | MED 36  | CDS 40  | MAD 32 |     |     |     |     |      |        |
| 2003 | Escudería Cantera 3P Car  | Renault Clio Sport         | MED Ret | ECI   | CAJ Ret | RBX 21  | OUR Ret | AVI     | VLL 29  | VCN 25  | CDS Ret |        |     |     |     |     |      |        |
| 2004 | Escudería AR Vidal Racing | Mitsubishi Lancer Evo VII  | VIL     | ECI   | CAN     | RBX 12  | OUR 8   | AVI     | PDA     | VLL     | CDS     | MAD    |     |     |     |     |      |        |
| 2005 | Escudería Rias Baixas     | Mitsubishi Lancer Evo VIII | VIL     | CNR   | CAN     | RBX Ret | OUR Ret | AVI 33  | FRR 26  | VLL     | PRI     |        |     |     |     |     |      |        |
| 2006 | Escudería Rias Baixas     | Mitsubishi Lancer Evo VIII | VIL     | CNR   | CAN     | RBX 7   | OUR Ret | AVI     | PRI     | FRR Ret | VLL     | CBR    |     |     |     |     |      |        |
| 2007 | Escudería Rias Baixas     | Mitsubishi Lancer Evo IX   | VIL 9   | CNR   | CAN 13  | RBX 4   | OUR Ret | FRR Ret | PRI Ret | VLL Ret | CBR     |        |     |     |     |     |      |        |
| 2008 | Escudería Rias Baixas     | Mitsubishi Lancer Evo IX   | VIL     | CNR   | CAN     | RBX Ret | OUR 8   | FRR 5   | PRI     | VLL     | SRM     | CBR    | SHA |     |     |     |      |        |
| 2009 | Escudería Rias Baixas     | Mitsubishi Lancer Evo IX   | VIL     | CNR   | CAN     | RBX 10  | OUR 7   | FRR     | PRI     | VLL     | SRM     | CBR    | SHA |     |     |     |      |        |
| 2010 | Escudería Rias Baixas     | Mitsubishi Lancer Evo X    | VIL     | CNR   | CAN     | RBX 2   | OUR Ret | FRR Ret | PRI     | VLL     | SRM     | RCM 6  |     |     |     |     | 18º  | 51     |
| 2011 | Escudería Rias Baixas     | Mitsubishi Lancer Evo X    | VIL Ret | CNR   | CAN Ret | RBX 8   |         |         |         |         |         |        |     |     |     |     | 20º  | 42     |
| 2011 | RMC Motorsport            | Mitsubishi Lancer Evo X    |         |       |         |         | ORN Ret | FRR 4   | PRA     | VLL     | SRM     | RCM    |     |     |     |     | 20º  | 42     |
| 2012 | RMC Motorsport            | Mitsubishi Lancer Evo X    | CNR     | CAN   | RBX 1   | ORN Ret | FRR     | PRA     | VLL     | SRM     | RCM     |        |     |     |     |     | 21º  | 35     |
| 2013 | RMC Motorsport            | Mitsubishi Lancer Evo X    | CNR 5   | CAN 3 | RIA 2   | ORE 5   | FER Ret | PRI Ret | LLA 7   | SMO 2   | MAD 2   |        |     |     |     |     | 2º   | 193,5  |
| 2014 | RMC Motorsport            | Mitsubishi Lancer Evo X R4 | CNR     | SMO   | RBX Ret | OUR     | BIE     | FER     | PDA     | LLA     | CAN     | MAD    |     |     |     |     | -    | 0      |
| 2015 | RMC Motorsport            | Mitsubishi Lancer Evo X    | VDA     | CNR   | SMO     | RBX Ret | OUR     | FER     | PDA     | LLA     | MAD     |        |     |     |     |     | -    | 0      |

### Campeonato de Galicia de Rally
| Año  | Equipo                | Automóvil                  | 1       | 2       | 3       | 4       | 5       | 6       | 7       | 8       | 9     | 10  | Pos. | Puntos |
| ---- | --------------------- | -------------------------- | ------- | ------- | ------- | ------- | ------- | ------- | ------- | ------- | ----- | --- | ---- | ------ |
| 2000 |                       | Peugeot 106 XSI            | ALB Ret |         |         |         |         |         |         |         |       |     |      |        |
| 2004 |                       | Renault Clio Sport         | COC 6   | NOI 5   | VIG 2   | ALB 7   | CDN 8   | OUR Ret | BOT 3   | FRO Ret |       |     | 5º   | 633    |
| 2005 |                       | Mitsubishi Lancer Evo VIII | COC     | CON 2   | ALB 3   | CDN Ret | OUR     | BOT Ret | NOI Ret | FRO     |       |     | 9º   | 385    |
| 2006 |                       | Mitsubishi Lancer Evo VIII | COC 2   | RDN     | ALB     | NAR Ret | CON Ret | BXL 3   | LAC 1   | LUG Ret | BOT 2 |     | 4º   |        |
| 2007 |                       | Mitsubishi Lancer Evo IX   | COC     | NOI     | ALB     | NAR     | SDC 2   | LUG     | OBL     | BOT     |       |     |      |        |
| 2008 |                       | Mitsubishi Lancer Evo IX   | COC 4   | RDN 5   | ALB 1   | NAR Ret | CON 2   | CDU     | LUG Ret | BXL     |       |     | 3º   | 666    |
| 2009 | Escudería Rias Baixas | Mitsubishi Lancer Evo IX   | CDU Ret | COC 3   | RDN 4   | ALB 2   | CDN 4   | SDC 1   | LUG 6   | OBL 2   | BOT 3 |     |      |        |
| 2010 | Escudería Rias Baixas | Mitsubishi Lancer Evo X    | CDU 1   | COC 1   | RDN 4   | CDN 1   | SDC 5   | LUG 4   | OBL 1   | BOT     |       |     | 1º   | 1345   |
| 2011 | AMF Sport             | Mitsubishi Lancer Evo X    | COC     | RDN     | CDU     | CDN     | SDC 1   | LUG     | OBL 2   | SDG Ret | BOT   |     | 10º  | 460    |
| 2012 | AMF Sport             | Mitsubishi Lancer Evo X    | COC Ret | RDN 2   | CDU Ret | CDN 3   | SDC Ret | LUG     | RBS     | BOT     |       |     |      |        |
| 2013 | AMF Sport             | Mitsubishi Lancer Evo X    | SDG 3   | RDC     | RDN     | ULL     | CDN     | SDC     | LUG     | RBS     | BOT   |     |      |        |
| 2014 | AMF Sport             | Mitsubishi Lancer Evo X    | RDC 2   | RDN Ret | BOT Ret | CDN     | SDC     | ULL     | LUG     | RBS     | ETV   |     |      |        |
| 2015 | AMF Sport             | Mitsubishi Lancer Evo X R4 | RDC Ret | NOI Ret | NAR 1   | SDC 1   | RDC 2   | CDU 3   | SFR 4   | RBS 18  |       |     | 2º   | 1141   |
| 2016 | AMF Sport             | Mitsubishi Lancer Evo X R4 | NOI 2   | COC Ret | EUR 1   | NAR 1   | SDC 1   | SFR 2   | RBS 1   | CDU 1   |       |     | 1º   | 210    |
| 2017 | AMF Sport             | Mitsubishi Lancer Evo X R4 | COR 4   | COC 2   | NOI 2   | CDN 3   | SDC 1   | OUR 3   | FRO 2   |         |       |     | 2º   | 1292   |
| 2018 | Escudería Surco       | Mitsubishi Lancer Evo X R4 | RDC 4   | NOI 3   | RBX Ret | NAR 3   | SDC 1   | BOT 2   | RBS 3   | SFR Ret | CDU 1 |     | 2º   | 1390   |
| 2019 | Recalvi Team          | Citroën DS3 R5             | RDC 4   | NOI Ret | RBX 2   | NAR 2   | SDC 3   | BOT Ret | RBS Ret | SFR 1   | MAL 2 |     | 2º   | 1264   |
| 2020 | Recalvi Team          | Citroën DS3 R5             | RDC 2   | COC     | NOI     | RBX     | NAR     | SDC     | BOT     | RBS     | SFR   | MAL |      |        |

| Predecesor: Pedro Burgo    | Campeón de Galicia de Rally 2010 | Sucesor: Iván Ares    |
| Predecesor: Alejandro Pais | Campeón de Galicia de Rally 2016 | Sucesor: Víctor Senra |